# Kowalicze
Kowalicze (biał. Кавалічы, ros. Коваличи) – wieś na Białorusi, w obwodzie grodzieńskim, w rejonie grodzieńskim, w sielsowiecie Indura.

## Historia
Należały do ekonomii grodzieńskiej. W czasach zaborów w granicach Imperium Rosyjskiego, w guberni grodzieńskiej, w powiecie grodzieńskim.
Jeszcze przed II wojną światową były to dwie wsie: Kowalicze Wielkie i Kowalicze Małe. 
W latach 1921–1939 leżały w Polsce, w województwie białostockim, w powiecie grodzieńskim, w gminie Łasza.
Według Powszechnego Spisu Ludności z 1921 roku zamieszkiwały w:
- Kowaliczach Małych – 53 osoby, 3 było wyznania rzymskokatolickiego a 50 prawosławnego. Jednocześnie 3 mieszkańców zadeklarowało polską przynależność narodową a 50 białoruską. Było tu 12 budynków mieszkalnych[3].
- Kowalczach Wielkich – 134 osoby, 9 było wyznania rzymskokatolickiego a 125 prawosławnego. Jednocześnie 11 mieszkańców zadeklarowało polską przynależność narodową a 123 białoruską. Było tu 31 budynków mieszkalnych[3].

Miejscowość należała do parafii prawosławnej w Indurze i rzymskokatolickiej w Kwasówce. Podlegała pod Sąd Grodzki w Indurze i Okręgowy w Grodnie; właściwy urząd pocztowy mieścił się w Kwasówce.
W wyniku napaści ZSRR na Polskę we wrześniu 1939 miejscowość znalazła się pod okupacją sowiecką. 2 listopada została włączona do Białoruskiej SRR. 4 grudnia 1939 włączona do nowo utworzonego obwodu białostockiego. Od czerwca 1941 roku pod okupacją niemiecką. 22 lipca 1941 r. włączona w skład okręgu białostockiego III Rzeszy. W 1944 miejscowość została ponownie zajęta przez wojska sowieckie i włączona do obwodu grodzieńskiego Białoruskiej SRR.